# 京阪宇治バス宇治営業所
京阪宇治バス宇治営業所（けいはんうじバスうじえいぎょうしょ）とは、かつて京都府宇治市にあった京阪宇治バス（現・京都京阪バス）のバス営業所。
本項では、京阪宇治交通・京阪宇治交サービス時代の宇治営業所・車庫に付いても記述する。
京阪グループ共通バスカードで印字される略称は「ウジ」であった。最寄りの停留所は「宇治車庫」であった。
本記事では1962年に運営を開始した車庫を中心に記述する。

## 概要
京阪宇治バスが京都京阪バスに改称する以前に存在した営業所では最古であった。
初代の車庫所在地であった宇治里尻より移転の際、当初の移転候補計画地に親会社の京阪電気鉄道が宅地造成を計画したため、その代償として当初の計画地より敷地面積をやや広げた上で、京都府道7号京都宇治線沿いの現在地に当営業所を開設した。しかし、周辺には関西電力の送電線や、道路、住宅地があるため、移転開始当初より敷地の拡張は不可能であった。
その後、2007年11月10日に、京田辺市の京阪バス田辺営業所の一部が移管され、京阪宇治バス田辺営業所として運営を開始した。同時に京阪宇治バスの運行エリアの拡大も行った。
2014年4月に京阪宇治バスが京阪シティバスを吸収合併して京都京阪バスに改称したのに伴い、営業所を新本社のある八幡市に集約したため、当営業所は閉鎖された。跡地は商業施設に転用され、2015年より平和堂フレンドマートとなっている。

## 沿革
- 1922年 - 創業時に、宇治橋付近（宇治里尻）に宇治営業所を開設（宇治田原町の本社脇にあった宇治田原営業所（1974年廃止）と同時開業）。
- 1962年7月11日 - 「京阪宇治交通宇治営業所」（愛称:三室戸車庫。この愛称は旧・宇治車庫と区別するために移転当時使用されていた）として旧・宇治車庫（バス）と京都車庫（タクシー）を移転集約の上開設。当時はバス停の名称は「三室戸車庫前」であった。
- 1964年 - タクシーに使用するLPガスの警報機を設置（後に撤去）。
- 1965年 - 車庫前のバス停留所名を「宇治車庫」に改称する。
- 1966年 - 貸切バス事業を京阪国際観光自動車（廃業）に譲渡。
- 1967年 - タクシー部門を宇治京阪タクシーに譲渡。これによりタクシーの配置が無くなりバス車両のみの配置となる。
- 1968年12月25日 - 京阪宇治発着のバスを、全便宇治車庫発着に変更（1997年改正で一部京阪宇治発着が復活）。
- 1969年 - 夏にくずは地区路線を新設する。同年秋に京阪バス（枚方営業所）より八幡田辺線を譲渡される（当時は宇治と宇治田原の両営業所による共同管轄。2006年4月1日より37年振りに京阪バスに復帰）。
- 1971年 - くずは営業所を暫定的に開設（正式には「宇治営業所くずは分室」であった。1974年廃止）によりくずは地区の全線を同営業所に移管する。
- 1974年2月22日 - 宇治田原営業所廃止により、宇治田原・城陽・田辺地区の路線の大半を宇治営業所管轄となる（同年9月16日に田辺地区路線は一部を除き5月20日新設、くずは営業所管轄路線と共に5月27日運営開始された男山営業所に移管する）。
- 1979年 - 貸切免許再取得により再び貸切バスを配置。
- 1989年4月 - 田辺営業所（当時）開設により、一部路線を田辺との共同管轄に変更する。
- 1997年6月 - ワンステップバスを小型車で導入。
- 1997年7月26日 - 田辺地区から宇治管轄路線が撤退する。
- 1998年7月1日 - 京阪国際観光自動車会社解散に伴い、同日付で同社より貸切バス8台を譲受する。
- 1999年 - 京阪宇治交サービスへのバス部門移管により施設及び、運営の大半（リムジンバスなど一部機能を除く）を京阪宇治交サービスに移管。「京阪宇治交サービス宇治営業所」と改称。同時に八幡地区から撤退する。
- 2000年頃 - 京阪宇治交通で運行されていたリムジンバスが、京阪宇治交サービスの委託路線となる。
- 2002年秋頃 - 京阪宇治交通のリムジンバスの管轄がダイヤ改正により、田辺営業所（当時。現在の京阪バス京田辺営業所）に移管される。これにより京阪宇治交通車両の同車庫への配置がなくなる。
- 2003年 - 京阪宇治交サービスの分社化による京阪宇治バス運営開始により、京阪宇治交サービス・京阪宇治交通より車両、施設及び運行を移管。「京阪宇治バス宇治営業所」と改称。
- 2009年秋 - 宮ノ谷線の管轄を一部再開。
- 2010年4月26日 - 青谷線の管轄を一部再開。
- 2014年4月1日 - 営業所を廃止。移転先は京都京阪バス八幡営業所。

## 管轄系統路線（閉鎖時点）

### 一般路線
- 10系統：徳洲会病院 - 近鉄向島駅前
- 10A系統：近鉄小倉 - 徳洲会病院 - 近鉄向島駅前
- 40系統：宇治文化センター → JR宇治 → 京阪宇治 → 明星町3丁目 → 京阪宇治 → JR宇治 → 宇治文化センター
- 40A系統：JR宇治駅 → 京阪宇治駅 → 明星町3丁目
- 30系統：近鉄小倉 - JR宇治 - 宇治文化センター
- 21系統：京阪宇治 - JR宇治 - 城南荘 - 近鉄大久保 - 日産車体前 - 佐山 - 久御山町役場 - 北川顔 - 京阪淀駅
- 22A系統：宇治車庫 - 京阪宇治 - JR宇治 - 城南荘 - 近鉄大久保 - 日産車体 - 久御山団地
- 23系統：宇治車庫 - 京阪宇治 - JR宇治 - 城南荘 - 近鉄大久保 - 栄町 - 久御山団地 - まちの駅イオン久御山店前 - 京阪中書島
- 25系統：宇治車庫 - 京阪宇治 - JR宇治 - 城南荘 - 近鉄大久保 - 栄町 - 久御山団地 - まちの駅イオン久御山店前 - 京阪中書島
  - 京田辺と共管。
- 26系統：近鉄大久保 - 緑ヶ原 - 久御山団地
  - 京田辺と共管（26Bも同様）。
- 26B系統：近鉄大久保 - 緑ヶ原 - 久御山団地 - 新タマキ - まちの駅イオン久御山店前（京田辺と共管）
- 27系統：宇治車庫 - 京阪宇治 - JR宇治 - 城南荘 - 近鉄大久保
- 41系統：菟道高校 - 森本 - 京阪宇治 - 宇治市役所 - 琵琶台3丁目 - 宇治文化センター - 太陽が丘ゲート前 - 太陽が丘
- 41A系統：菟道高校 - 森本 - 京阪宇治 - 宇治市役所 - 琵琶台3丁目 - 宇治文化センター - 太陽が丘ゲート前
- 44系統：菟道高校 - 森本 - 京阪宇治 - 宇治市役所 - 宇治文化センター - 太陽が丘ゲート前 - 太陽が丘
- 44A系統：菟道高校 - 森本 - 京阪宇治 - 宇治市役所 - 宇治文化センター - 太陽が丘ゲート前 - 太陽が丘
- 45系統：京阪宇治 - 宇治市役所 - 琵琶台3丁目 - 宇治文化センター - 太陽が丘ゲート前 - 太陽が丘
- 45A系統：京阪宇治 - 宇治市役所 - 琵琶台3丁目 - 宇治文化センター - 太陽が丘ゲート前
- 58A系統：近鉄大久保 - 宮ノ谷
  - 京田辺と共管。
- 99系統：維中前 - 猿丸神社
  - 毎月13日のみ運行。
- 103系統：JR黄檗 - 莵道高校 - 黄檗台 - 森本 - 三室戸 - 京阪宇治
- 109系統：JR黄檗 - 隼上り（はやあがり） - 莵道高校 - 黄檗公園 - JR黄檗
  - 右回り、左回りあり。系統番号は同一。
- 180系統：京阪宇治 - JR宇治 - 宇治市役所 - 太陽が丘ゲート前 - くつわ池 - 郷之口 - 維中前
- 180B系統：京阪宇治 - JR宇治 - 宇治市役所 - 琵琶台3丁目 - 太陽が丘ゲート前 - くつわ池 - 郷之口 - 維中前
- 182系統：京阪宇治 - JR宇治 - 宇治市役所 - 太陽が丘ゲート前 - くつわ池 - 郷之口 - 維中前 - 緑苑坂
- 184系統：京阪宇治 - JR宇治 - 宇治市役所 - 太陽が丘ゲート前 - くつわ池 - 郷之口 - 維中前 - 工業団地

- 240系統：京阪宇治 - JR宇治駅 - 宇治市役所 - 太陽が丘西ゲート前 - 寺山台 - 近鉄大久保
- 240A系統：京阪宇治 - JR宇治駅 - 宇治市役所 - 太陽が丘西ゲート前 - 立命館宇治高校 - 寺山台 - 近鉄大久保
- 250系統：JR黄檗 - 黄檗台 - 菟道高校 - 森本 - 京阪宇治 - JR宇治駅 - 宇治市役所 - 太陽が丘西ゲート前 - 寺山台 - 近鉄大久保
- 250A系統：JR黄檗 - 黄檗台 - 菟道高校 - 森本 - 京阪宇治 - JR宇治駅 - 宇治市役所 - 太陽が丘西ゲート前 - 立命館宇治高校 - 寺山台 - 近鉄大久保
- 直行便：近鉄大久保 - 立命館宇治高校
  - JR新田駅のみ停車。
- 直行便：立命館宇治高校 - JR宇治 - 京阪宇治 - 森本 - 隼上り
  - 琵琶台口・JR宇治・京阪宇治・莵道荒槙・三室戸・森本のみ停車。

- 100系統：京阪六地蔵 - 新六地蔵橋 - JR六地蔵 - 御蔵山 - JR六地蔵 - 新六地蔵橋 - 京阪六地蔵
- 101系統：京阪六地蔵 - JR六地蔵 - 御蔵山 - JR六地蔵 - 京阪六地蔵
- 107系統：京阪六地蔵 - 新六地蔵橋 - JR六地蔵 - 東宇治高校 - 東御蔵山
- 108系統：京阪六地蔵 - JR六地蔵 - 東宇治高校 - 東御蔵山
- 110系統：東御蔵山 - JR六地蔵 - 御蔵山 - JR六地蔵 - 東御蔵山

- 117系統：京阪六地蔵 → JR六地蔵 → 石田 → なごみの里病院 → 平尾南 → 東御蔵山 → 東宇治高校 → JR六地蔵 → 京阪六地蔵
- 118系統：京阪六地蔵 → JR六地蔵 → 東宇治高校 → 東御蔵山 → 平尾南 → なごみの里病院 → 石田 → JR六地蔵 → 京阪六地蔵
- 127系統：京阪六地蔵 → 新六地蔵橋 → JR六地蔵 → 石田 → 東御蔵山 → なごみの里病院 → 平尾南 → 東宇治高校 → JR六地蔵 → 新六地蔵橋 → 京阪六地蔵
- 128系統：京阪六地蔵 → JR六地蔵 → 石田 → 東御蔵山 → なごみの里病院 → 平尾南 → 東宇治高校 → JR六地蔵 → 京阪六地蔵

一部の系統は京田辺営業所との共管となっている。なお県祭りや宇治川花火大会開催時には、一部で経路変更や路線の部分休止を行う場合もあった。

### 特定路線
- 伊勢田駅・第二岡本総合病院間の通院者の特定輸送
- 京都きづ川病院（木津川病院）への通院者の特定輸送

### その他の路線

#### 立命館大学 (BKC) 線
概要
2000年代後半までに京都府南部の高速道路網が整備され、また京阪沿線から立命館大学びわこ・くさつキャンパス（滋賀県草津市。愛称BKC)への通学には時間を要するため、整備された高速道路網を利用しての直通短距離高速バスを学校法人立命館、立命館大学、京阪京都交通、京阪宇治バスとの4者で提案の上計画され、2008年4月1日に運行を開始した路線である。これにより、京阪沿線より立命館大学(BKC)への通学時間が大幅に短縮された。車両はワンロマ車と、旧・貸切車両のいずれかを使用している。
2009年4月1日のダイヤ改正で、設定ダイヤの関係上1台増車が必要となり、貸切車1台を路線用に用途変更の上で3台体制となった。2011年5月大型連休明けより旧・貸切車を更に1台転用して増車した。4台の内ワンロマ車及び旧・貸切車のいずれか1台が予備車となった。
本項では京阪宇治バス時代のみ記述する。
運行本数
開校日のみ運行
- 平日 - 16.5往復。
- 土曜日 - 3.5往復。
  - ただし、学校側の都合により土曜日であっても学校行事等の内容・規模等を考慮して平日ダイヤでの運行となる場合もある。一例を挙げると2008年11月8日は土曜日であったが、立命館大学BKC学園祭開催により平日ダイヤで運行された。
    - 2009年4月1日より平日は16.5往復に増便。土曜日は3.5往復に減便。京阪宇治バス側の車両は旧貸切用車両を充当に変更し、ワンロマは1台使用の1台予備となった。
    - 2010年4月1日より平日BKC行き25本、京阪中書島行き22本に増便。土曜・休日は変化無し。朝の両社による2台続行運行を開始。一部便を石山インターチェンジより一般道路経由に変更。
- 日曜日・祝日/学校休校日 - 運休
  - ただし、学校側の都合により日曜日・祝日であっても運行となる場合もある。この場合は、学校行事等の内容・規模により平日ダイヤ又は土曜日ダイヤのいずれかが適用される。一例を挙げると2008年11月9日は日曜日であったが、立命館大学BKC学園祭開催により平日ダイヤで運行された。尚2010年度からは新たなパターンとして、休日運行時でも平日ダイヤ、土曜日ダイヤを使用せずに別途の臨時ダイヤで運行する場合がある。
- 2011年4月1日実施の改正より、大学休校日及び期間であっても補講が実施される場合は土曜日の本数より増発し、平日の本数より削減した「補講ダイヤ」を設定。
- 同年5月28日、京阪電気鉄道ダイヤ改正に連動して同線も改正。京阪宇治バス運行便に3台続行運行が設定された（京阪宇治バス 立命館大学(BKC）直通バス 5月28日から運行ダイヤを改定します）。

以後のダイヤは京都京阪バス八幡営業所を参照。
経路
- 所要時間32 - 35分の便 京阪中書島 - （巨椋池IC） - （第二京阪道路・京滋バイパス・名神高速道路・新名神高速道路経由） - （草津田上IC） - 立命館大学(BKC)
- 所要時間42 - 45分の便 京阪中書島 - （巨椋池IC） - （第二京阪道路・京滋バイパス経由） - 石山IC - 立命館大学(BKC)

運賃等
- 片道 - 600円
- 回数乗車券（20枚綴り） - 10,000円[4]。
- 定期乗車券の設定はない。
- 小児及び身障者等は半額となる。

参考リンク
- 立命館大学(BKC)直通バス（2008年）
- 立命館大学(BKC)直通バスのご案内（2009年）
- 立命館大学(BKC)直通バスのご案内（2010年）

### 廃止路線
社史や参考資料等により判明しているもののみを記述する。他の営業所に移管された系統については当該項目参照。
- 57系統（初代） 久御山団地 - 日産車体 - 近鉄大久保 - 久世 - 城陽高校（1976年4月13日開設。1980年代中頃廃止）
- 57B系統 新タマキ - 久御山団地 - 日産車体 - 近鉄大久保 - 久世 - 城陽高校（1976年4月13日開設。1980年代中頃廃止）
- 宇治大久保線（初代） 京阪宇治 - 近鉄大久保（1968年12月6日、近鉄大久保 - 緑ヶ原及び京阪宇治 - 宇治車庫を延長。後の22B系統。1997年7月26日廃止。現在ほぼ同区間で運行している27系統とは関連が無い）
- 89系統 宇治車庫 - 京阪宇治 - 平等院 - 天ヶ瀬ダム - くつわ池（初代） - 郷之口（ごうのくち） - 老中 - 東名村（ひがしなむら）
- 90系統 宇治川ライン線 宇治車庫 - 京阪宇治 - 平等院 - 天ヶ瀬ダム - 曽束大橋 - 笠取口 - 外畑 - 立木観音 - 南郷洗堰 - 平津 - 京阪石山寺 - 石山寺山門 - JR石山駅
- 95・96・97系統 （維中前 - 猿丸神社 - (96)）小田原 - 大石小学校（97（止まり）） - 立木観音 - 南郷洗堰 - 滋賀大前 - 石山寺山門 - 京阪石山寺 - JR石山駅
- 54A系統 近鉄大久保 - 城陽市役所 - 富野荘 - 青谷 - 国立病院（2012年3月31日限りで休止）
- 35・35A・35B系統 （莵道高校 - 森本 - (35B)）宇治車庫 - 宇治郵便局 - 小倉 - 近鉄小倉 - 西小倉 - 名木（なぎ） - 緑ヶ原（ - フェニックスパーク中央(35A・35B)） - 緑ヶ原口 - 近鉄大久保
- 36・36A・37・37A系統 （宇治車庫 - 宇治郵便局 - 近鉄小倉 - (36・36A)）徳洲会病院 - 近鉄小倉 - 西小倉 - 名木（なぎ） - 緑ヶ原（ - フェニックスパーク中央(36A・37A)） - 緑ヶ原口 - 近鉄大久保
- 310系統 近鉄大久保 - 緑ヶ原 - 名木 - 堀池 - 小倉駅前 - 宇治郵便局 - JR宇治駅 - 宇治市役所 - 宇治文化センター
- 102系統 JR黄檗 - 木幡 - 東宇治高校 - 東御蔵山
- 104系統 JR黄檗 - 莵道高校 - 黄檗台 - 三室戸寺 - 三室戸 - 京阪宇治
- 43系統 JR黄檗 - 菟道高校 - 三室戸寺 - 京阪宇治 - 宇治市役所 - 宇治文化センター - 太陽が丘
- 111系統 京阪宇治 - 槙島 - 目川 - 近鉄向島
- 112系統 京阪宇治 - JR宇治駅 - 宇治市役所 - 宇治ハローワーク - 宇治郵便局 - 徳洲会病院 - グリーンタウン槙島前 - 近鉄向島
- 113系統 京阪宇治 - 槙島 - 徳洲会病院 - グリーンタウン槙島前 - 近鉄向島

#### パナソニックオープン2009シャトルバス
- 2009年10月に運行。近鉄京都線寺田駅 - 城陽カントリー倶楽部（第2回アジアパシフィック・パナソニックオープン会場）

## 車両
2000年代前半まで、日産ディーゼル（現・UDトラックス）製の車両が大多数配置されていた。これは旧・京阪宇治交通が日産ディーゼル車を宇治営業所に集中投入する方針であった事によるものである。

## 特記事項
- 営業所の建物及び施設は敷地の拡張が不可能な事情もあり、一部の増築と看板の変更、門扉の廃止があった程度で、基本的には閉鎖時点まで1962年の移転当時とあまり変化がなかった（ただし整備関連の機械は随時更新していた）。一時期コンビニエンスストア「ファミリア」が敷地内に京阪宇治交サービスのフランチャイズ店として立地していた時期があったが閉店され、以降は閉鎖までバスの駐車スペースとなっていた。ファミリアの看板は京阪宇治バスの貸切バスの宣伝広告に流用されていた。